# Predrag Finci
Predrag Finci (Sarajevo, 5. kolovoza 1946.) hrvatski je i bosanskohercegovački filozof, pisac i esejist. Radovi i stil Predraga Fincija prepoznatljivi su po svojoj kombinaciji erudicije, filozofskih i estetskih uvida i osobnog iskustva. O njegovim je knjigama napisan veći broj članaka i recenzija u BiH, Hrvatskoj i Srbiji.

## Životopis
Predrag Finci je svoju karijeru započeo kao glumac u ulozi Gavrila Principa u filmu Sarajevski AtentatFadila Hadžića 1968. godine. Nakon završetka dramskog studija posvećuje se studiju filozofije na Sveučilištu u Sarajevu i Sveučilištu u Parizu, a bio je i gostujući istraživač na Sveučilištu u Freiburgu. Magistrirao je 1977. i doktorirao 1981. godine. Bio je Dekan OOUR-a Filozofija Filozofskog fakulteta u Sarajevu 1985./1986. i 1986./1987. i profesor estetike do 1993. godine kada tijekom rata u BiH seli u London, gdje nastavlja raditi kao slobodni pisac i gostujući istraživač na University Collegeu London do odlaska u mirovinu 2011. godine. 

## Djelo
Knjige Predraga Fincija objavljene su u Bosni i Hercegovini, Hrvatskoj te Srbiji, a 2012. godine objavljuje prvu knjigu na engleskom jeziku pod naslovom Applause, and then Silence („Aplauz, zatim muk”). Radi se o kratkoj zbirci filozofskih eseja o temama kao što su okvir slike, naslov, moto, posveta itd. O istim temama prethodno je u širem obliku Finci pisao u svojoj knjizi "O nekim sporednim stvarima" objavljenoj 1990. godine. Godine 2014. objavljuje još jednu zbirku eseja na engleskom jeziku: Why I Killed Franz Ferdinand and Other Essays („Zašto sam ubio Franju Ferdinanda i drugi eseji”). To je zbirka eseja o različitim problemima, od terorizma (Sarajevski atentat) preko nekih kazališnih epifenomena pa do pitanja o prirodi pijanstva.
Izdanja Antibarbarus u Zagrebu 2014. godine objavljuju Fincijevu Estetsku terminologiju. Djelo se bavi pojmom umjetnosti i umjetničkog djela. Isti tekst izlazi 2016. godine u elektroničkom izdanju. Za razliku od Fincijevih drugih eletroničkih izdanja, to je djelo korigirano i dopunjeno te se zove "Estetička terminologija". Finci to objašnjava ovako: „kada se kaže estetičko onda je riječ o teorijskoj, filozofskoj disciplini, o mišljenju estetskog fenomena, a ne recimo o estetskoj kirurgiji ili estetskom aspektu problema, a kada se kaže estetsko riječ je o umjetničkom djelu i svojstvima tog djela. Pojmovi estetičko i estetsko pripadaju estetici (estetičkoj teoriji) kao filozofskoj disciplini i unutar nje imaju svoja specifična, jasno određena značenja“ (Finci, 2016: 349).
Godine 2016. sarajevska Izdavačka kuća Art Rabic objavljuje knjigu Kratka, a tužna povijest uma u kojoj je glavna tema koncept uma i umnog bića.
U knjizi Elektronička špilja koja je izašla 2017. godine u izdanju sarajevske kuće Art Rabic, Predrag Finci promišlja temu medija te razmatra njihov značaj, utjecaj, posljedice koje vrše na čovjekov život. Postavlja važno etičko i političko pitanje današnjice "Koliko pristajem na manipuliranje medijima, i koliko sam pridonosim njihovoj zloupotrebi?" Izdanja Antibarbarus iz Zagreba iste 2017. godine objavljuju Fincijevu knjigu "Koristi filozofije".
Godine 2018. u izdanju izdavačke kuće Factum izdavaštvo iz Beograda objavljena je dvadeseta knjiga Predraga Fincija pod naslovom Ukratko. Knjiga se dodiruje svih ključnih egzistencijalnih pitanja, od pitanja porijekla i nastajanja preko kazivanja o prijateljstvu i  ljubavi, do pitanja rata, umiranja i ništavila.  Art Rabic iz Sarajeva iste 2018. godine objavljuje Fincijevu knjigu "O književnosti i piscima". Knjiga je uvelike pozitivno ocijenjena.
Nešto kraći prijevod na talijanski jezik Fincijeve knjige Tekst o tuđini (Zagreb, 2007) objavljen je pod nazivom Il popolo del diluvio u izdanju talijanske izdavačke kuće Bottega Errante Edizioni iste 2018. godine.
Godine 2019. Factum izdavaštvo objavljuje knjigu Misterij, iza svega.U ovoj knjizi Predrag Finci piše o misticizmu u umjetnosti, o mističkom iskustvu, te o filozofskim razmatranjima misticizma i o tome što je misterij u filozofiji.

Iste 2019. godine sarajevska izdavačka kuća Art Rabic objavljuje Fincijevu knjigu Zapisi veselog filozofa (s likovnim komentarima Amele Hadžimejlić). Ovo je kratka povijest filozofije, ispričana kroz niz anegdota i šala, a rezultat je dva različita nastojanja: Predraga Fincija kao autora teksta i grafičarke i likovne umjetnice Amele Hadžimejlić.
Godine 2020.  Finci objavljuje Prvo, bitno u suradnji Factuma (Beograd) i Jesenski i Turk (Zagreb). Finci piše da je u knjizi riječi o autorovom doživljaju prvih filozofa, koji su usmjerili našu misaonu tradiciju i do danas u njoj imaju utjecaja.
Godine 2021. u izdanju Frakture objavljena je Fincijeva knjiga Sve dok, zbirka ispovjednih eseja koja donosi “kronologiju” Fincijevog života kao filozofa i umjetnika, koja je također pozitivno ocijenjena.
Godine 2022. Finci objavljuje Emigrantsku slikovnicu u izdanju Factum izdavaštva (Beograd) i Jesenski i Turk (Zagreb). Emigrantska slikovnica je niz proznih opisa, kratkih eseja i poetskih zapisa. Iste 2022. godine u izdanju TIM press (Zagreb) izašla je knjiga U unutarnjem, istina. Knjiga je zbirka filozofsko-antropoloških eseja o problemu subjekta i temeljnim pitanjima njegovog unutarnjeg života. Također 2022. godine objavljeni su Fincijevi dnevnički zapisi Prošle godine u Barnetu u izdanju Buybooka iz Sarajeva  te talijansko izdanje Fincijeve knjige O kolodvoru i putniku pod imenom  La stazione e il viaggiatore.
Godine 2023. izdavačka kuća Art Rabic objavila je Fincijevu knjigu Gnome, koja je sklopljena od niza proznih i poetskih zapisa, aforizama, epitafa i izreka. Finci ju opisuje kao „niz kratkih poruka, u kojima sam svoje okupio, svoje rekao i u svijet s dobrim namjerama odaslao.”
Godine 2024. Buybook objavljuje Fincijevu zbirku Filozofske priče za koje autor kaže da su "različite priče, duge i kratke, neke vesele, neke teške, lagane i ozbiljne, neke jednostavne, neke složene, često međusobno nepovezane, kako mi koja dođe, jedna drugu sustiže, kao što to bude u razgovorima prijatelja koje vežu zajedničke teme i interesi, a svaki bi da svoje kaže, svaki žuri svoju priču da ispriča, jedna priča drugu sustiže" .
Abecedarij bivšeg Sarajeva: sentimentalni uvod u estetiku  (2025.) je, prema autorovim riječima, knjiga o mnogim znanim i neznanim ljudima koji su na različite načine stvarali i doprinosili razvoju kulture, a posebno umjetničkog života u Sarajevu i BiH, ali i u drugim sredinama.
Fincijeva knjiga O kolodvoru i putniku je 2019. godine prevedena i objavljena na hebrejskom pod nazivom »על בית־הנתיבות והנוסע« u izdanju Carmel Publishing, Jeruzalem dok je zbirka eseja Ukratko  »בקיצור«  također prevedena na hebrejski jezik i objavljena 2023. godine
Predrag Finci je član Exile Writers Ink u Londonu, Društva pisaca BiH i član-osnivač P.E.N.-a BiH. Član je Hrvatskog filozofskog društva. Dobitnik je Nagrade izdavača "Svjetlost" za zbirku eseja "Govori prepiski" 1980. godine i Nagrade izdavača "Veselin Masleša" za esej 1986. godine. Godine 2011. dobio je Nagradu za znanost na 23. Međunarodnom sajmu knjige u Sarajevu za knjigu “Imaginacija ” u izdanju Antibarbarusa, Zagreb.

## Vanjske poveznice
- elmundosefarad.wikidot.com
- Hrvatska Enciklopedija
- IMDb
- Exiled Writers Ink (London)
- BiH FOBS Knjizevno vece